# Skarbek Hrabia
Skarbek Hrabia – polski herb szlachecki, hrabiowska odmiana herbu Abdank.

## Opis herbu
Opis zgodnie z klasycznymi zasadami blazonowania:
W polu czerwonym łękawica srebrna. Nad tarczą korona hrabiowska. Nad nią hełm. W klejnocie nad hełmem samo godło. Labry czerwone podbite srebrem.

## Najwcześniejsze wzmianki
Nadanie tytułu hrabiowskiego (graf von) i predykatu hoch und wohlgeboren (wysoko urodzony i wielmożny) Józefowi Benedyktowi Skarbkowi 1 listopada 1782 oraz Ludwikowi i Janowi Skarbek 5 grudnia 1778 w Galicji przez cesarzową Marię Teresę. Podstawą nadania była wierność dworowi cesarskiemu, pochodzenie z rodu Skarbków (którzy według tradycji mieli być hrabiami już wcześniej), dobra ziemskie w Galicji oraz legitymacja szlachectwa z 1775.

## Herbowni
Jedna rodzina herbownych (herb własny):
graf Skarbek von Góra (Gura) Leszczyński.